# Stiška vas
Stiška vas – wieś w Słowenii, w gminie Cerklje na Gorenjskem. W 2018 roku liczyła 94 mieszkańców.